# Твърдица (област Добрич)
Вижте пояснителната страница за други значения на Твърдица.
Твърдица е село в Североизточна България, част от община Шабла, област Добрич.

## География
Селото се намира в североизточен регион на България и е част от община Шабла. Отстои на 98 km северно от Варна, на 4 км западно от Европейски път Е87, на 8 km в западна посока от брега на Черно море при с. Крапец и на 13 km от Дуранкулак на север. Поради разположението на селото в малка котловина (част от разлома Вранино-Нейково-Твърдица-Бежаново-Ваклино-Дуранкулак) летните температури са по-ниски в сравнение с други населени места в района и има плитки подпочвени води по дъното на разлома, което е причината за наличието на множество кладенци за извличането им. Почвата е черноземна и плодородна, поради което в землището се развива активно земеделие, благоприятствано от климатичното влияние на Черно море. Отглеждат се предимно пшеница, царевица и слънчоглед.

## История
В землището на селището се намират останки от византийската крепост Тимогиция, датираща от IV – VI век. Крепостта е имала стратегическо значение, тъй като нейният гарнизон е охранявал важния търговски и военен път, свързващ Констанца и Каварна. Пътят продължава да преминава през селището и се използва и в съвременността. В непосредствена близост до крепостта, известна в по-късен период под наименованието Калето, е съществувало малко селище, което е осигурявало продоволствие и ресурси за военния гарнизон.
С течение на времето каменните блокове от крепостните стени са били използвани като строителен материал за изграждане на жилищни и стопански сгради в селото, поради което оригиналните структури са силно редуцирани. В наши дни останките от крепостта са скрити под гъста горска растителност, а при археологически и любителски разкопки често се откриват фрагменти от керамични съдове. В близост до крепостта се намира пещера, известна като Кутловица. Според местни легенди тя е с голяма дължина и предполагаем изход в района на нос Калиакра, въпреки че липсват научни доказателства за това.
Най-ранните писмени сведения за селището датират от 1573 г. В османски данъчен регистър то е вписано под №81 като Калайджъ куюлар, което в превод означава „Калайджийски кладенци“ или „Кладенците на калайджията“. Наименованието вероятно произлиза от занаятчийска дейност, извършвана от заселил се в района калайджия. През XVI век селището фигурира в османските данъчни регистри под името Калайджъ, а през 1873 г. е документирано като Калайджъ-дере в рамките на административната единица кааза Балчик. Това наименование се запазва до 1942 г.
Сред първите български заселници в района е Петър Хаджитинев от Котел, който притежавал два чифлика – Твърдица и Било. Впоследствие към него се присъединява Киряк Керанов от Битоля. Заселването от българско население се осъществява в периода между Кримската война (1853 – 1856 г.) и Освобождението (1878 г.).
В периода 1913 – 1940 г. Твърдица попада в границите на Кралство Румъния. В рамките на румънската администрация селището неофициално получава ново име – Споитори, което в превод означава „Мазачи“ или „Калайджии“.
През 30-те години на XX век братята Георги и Тиньо Хаджитиневи, с финансово съдействие от швейцарска банка, изграждат мащабна мелница, оборудвана с технологии на немската компания „Бюхлер“. Създаването на мелницата утвърждава селото като икономически център и търговски възел, привличайки български и румънски търговци. При строителството на съоръжението е използван цимент – строителен материал, който за времето си е бил рядък и скъп.
Със заповед №2191 от 27 юни 1942 г. селището е преименувано от Калайджъ-дере на Твърдица. Новото име представлява приблизителен превод на старото наименование Кале дере (букв. „Крепостна долина“). В основата на термина „твърдица“ стои старобългарската дума „твърдина“, означаваща „крепост“.
По време на Втората световна война части на Червената армия навлизат в Добруджа и достигат Твърдица. В този период мелницата е подложена на артилерийски обстрел, макар че причините за нападението остават неясни. Снарядите не попадат в целта, но кратерите от взривовете все още могат да бъдат забелязани на близък хълм.
В годините след войната мелницата продължава да бъде ключов икономически обект, осигурявайки заетост за десетки работници. През периода на управление на Българската комунистическа партия селището преживява икономически разцвет до 1984 г., когато поради административен натиск дейността на мелницата е прекратена. Това довежда до икономически упадък, масово обезлюдяване и напускане на местните жители. Постепенно селскостопанските и търговските дейности замират, училището прекратява своята дейност, а единственият магазин в селото затваря врати. Впоследствие мелницата се превръща в обект на разграбване, тъй като строителните ѝ материали продължават да бъдат годни за употреба.

## Население
Селището никога не е надвишавало население от 250 души. Според исторически демографски данни, през 1900 г. броят на жителите е бил 152, като през 1956 г. се наблюдава увеличение до 214 души. Въпреки това, в резултат на демографския спад и миграцията към урбанизираните зони, към 2010 г. официалните статистически данни сочат население от едва 14 души, предимно възрастни жители. Реалният брой на постоянно пребиваващите обаче е още по-малък.
През последните десетилетия селището постепенно се трансформира във ваканционна дестинация. Голям брой от изоставените и влошени в състоянието си жилищни сгради са придобити и реставрирани от външни купувачи, основно туристи, които използват селото като сезонно място за отдих през летните месеци.

## Забележителности
Селището е разположено в плитка долина, формирана от руслото на отдавна пресъхнала река. Този географски фактор обуславя наличието на специфичен микроклимат, при който температурните разлики между ниските и високите части на района са значителни, особено през топлите месеци на годината.
Хълмовете, обграждащи долината, са покрити с гъста и на места трудно проходима горска растителност. Фауната на региона включва разнообразие от диви животни, сред които заек (Lepus europaeus), червена лисица (Vulpes vulpes), дива свиня (Sus scrofa), както и различни видове птици като фазан (Phasianus colchicus), бекас (Scolopax rusticola) и гривяк (Columba palumbus). През територията на селото преминава миграционният маршрут на дивите гъски (Anser spp.), а също така нерядко се наблюдават прелитащи ята лебеди (Cygnus spp.). В горските територии наоколо е регистрирано присъствието на редкия черен щъркел (Ciconia nigra). В изоставените сгради и в естествени пещерни образувания се срещат различни видове прилепи (Chiroptera). Освен това, в околностите на селото периодично се наблюдават малки стада от сърни (Capreolus capreolus). Популацията на дивите животни в района е намаляла в резултат на интензивния лов и употребата на пестициди в селскостопанските дейности.
В района на селото са документирани седем пещери, като шест от тях са обстойно проучени. Най-значителната от тях е Кутловица – плитка пещерна система с обща дължина от 42 метра. Три от пещерите са били разширени чрез изкуствени интервенции, като две от тях са свързани посредством кратък тунел поради затрупан вход на едната.
Сред значимите културно-исторически обекти в региона се откроява византийската крепост Тимогиция, известна сред местното население като Калето. Тя е изцяло скрита от горската растителност. В близост до нея преминава древен римски път, свързващ древна Констанца с Константинопол, който е запазен до наши дни. Крепостта вероятно е била изградена с основна функция за охрана на този стратегически търговски маршрут. Въпреки че оригиналните крепостни стени са разрушени, а строителният материал е използван при изграждането на селските постройки, основите на съоръжението са все още видими. Крепостта е била подложена на набези от иманяри, като при едно от несанкционираните разкопавания е използван тежък механизиран инвентар, нанасяйки сериозни щети на археологическите останки. Въпреки това, в района често се откриват фрагменти от керамични съдове, свидетелстващи за съществуването на селище в непосредствена близост до крепостта.

## Галерия
- Долна махала
- Горна махала
- Мелницата на братя Хаджитиневи днес е в руини
- Входът на Кутловица
- Остатъци от керамика масово се намират както в селото така и в нивите
- Поредната година с богата реколта